# Canard à lunettes
Speculanas specularis
Genre
Espèce
Synonymes
- Anas specularis

Statut de conservation UICN

 NT C2a(i) : Quasi menacé
Le Canard à lunettes (Speculanas specularis) est une espèce de canards barboteurs qui vivent en Argentine, au Chili et au Falkland. C'est la seule espèce du genre Speculanas.
Il semble que les espèces qui lui sont le plus proche soient le Canard amazonette et le Canard huppé, deux autres canards atypiques sud-américains, groupe qui pourrait également inclure les Brassemers.

## Systématique

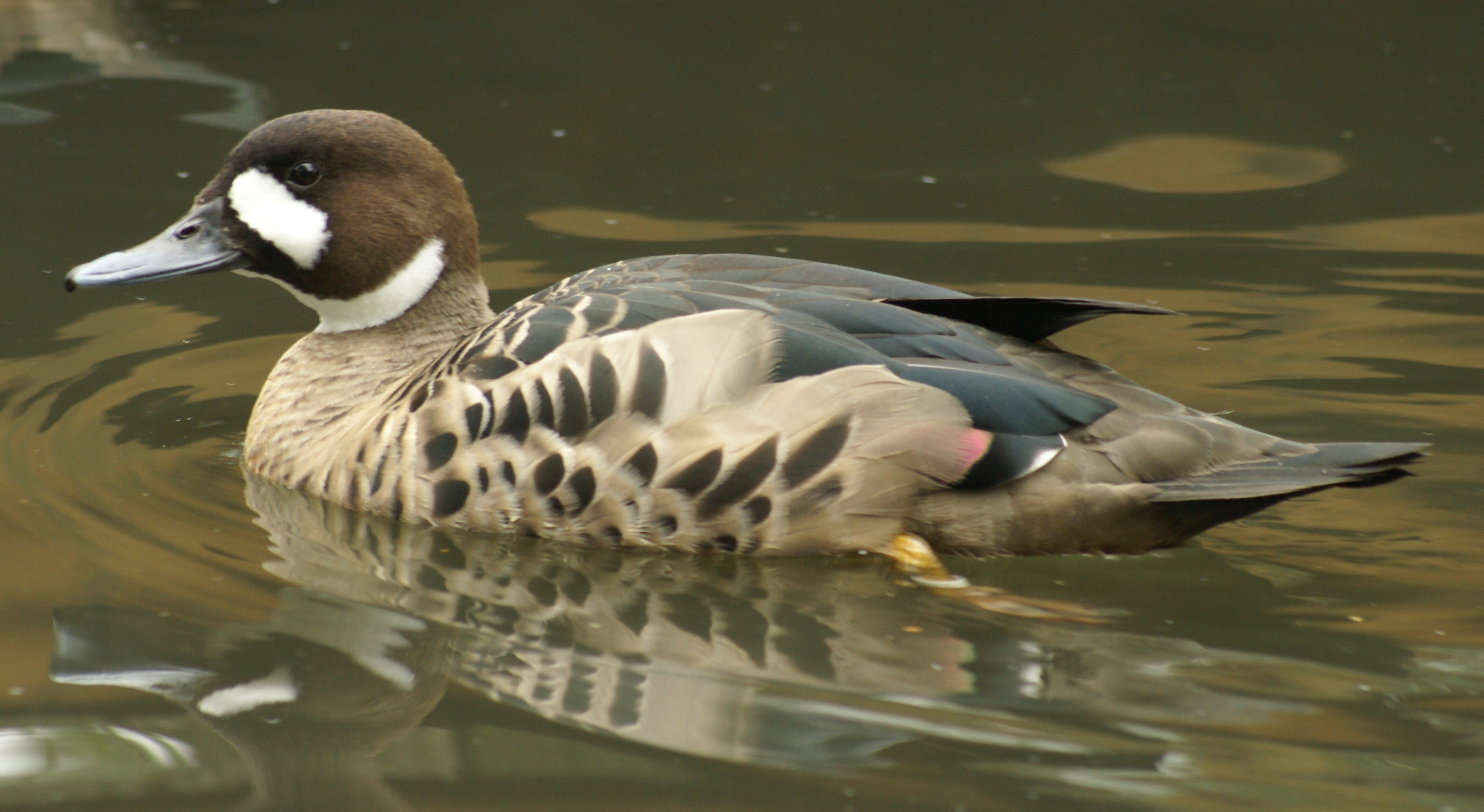

Il a été placé dans le genre Anas par de nombreux auteurs.